# Frans Van Looy
Frans Van Looy   (Merksem, 26 d'agost de 1950 - Merksem, 19 de setembre de 2019) va ser un ciclista belga, que fou professional entre 1972 i 1982. Destacà en curses d'un sol dia com la Nokere Koerse o el Premi Nacional de Clausura. També guanyà una etapa de la Volta a Catalunya i del Critèrium del Dauphiné Libéré.
El 1972, com a ciclista amateur, a participar en la prova en ruta dels Jocs Olímpics de Múnic. Un cop retirat dirigí diversos equips com el TeVe Blad, l'Histor-Sigma o el Team Deutsche Telekom, equip on es retirà el 2006.
Se suïcidà el setembre de 2019, després d'una disputa legal per la granja familiar de Merksem i que el govern local l'obligués a abandonar-la.

## Palmarès
- 1972
  - Vencedor de 2 etapes al Tour d'Algèria
- 1973
  - 1r a la Gullegem Koerse
  - Vencedor d'una etapa a la Volta a Llevant
  - Vencedor d'una etapa a la Volta a Mallorca
  - Vencedor d'una etapa al Tour del Nord
- 1974
  - 1r a la Copa Sels
  - 1r al Premi Nacional de Clausura
  - Vencedor d'una etapa al Critèrium del Dauphiné Libéré
- 1976
  - 1r a la Volta a Limburg
  - 1r al GP Stadt-Sint-Niklaas
- 1977
  - 1r a la Nokere Koerse
  - 1r al Premi Nacional de Clausura
  - Vencedor d'una etapa a l'Omloop Mandel-Leie-Schelde
- 1978
  - 1r al Omloop van het Waasland
  - 1r al Gran Premi Jef Scherens
  - Vencedor d'una etapa de la Volta a Catalunya
  - Vencedor d'una etapa dels Tres dies de De Panne-Koksijde
- 1979
  - 1r al Premi Nacional de Clausura
  - Vencedor d'una etapa de la Volta a Aragó
- 1980
  - 1r a la Brussel·les-Ingooigem
  - 1r al Gran Premi del 1r de maig

### Resultats al Tour de França
- 1974. 99è de la classificació general
- 1979. Abandona (5a etapa)

### Resultats al Giro d'Itàlia
- 1976. 71è de la classificació general